# Retrô FC Brasil
Der Retrô Futebol Clube Brasil, in der Regel nur kurz Retrô genannt, ist ein Fußballverein aus Camaragibe im brasilianischen Bundesstaat Pernambuco.
In der Saison 2024 gewann der Klub die vierte brasilianischen Liga, die Série D und sicherte sich damit die Teilnahme an der Série C 2025.

## Erfolge
- Série D: 2024

## Stadion

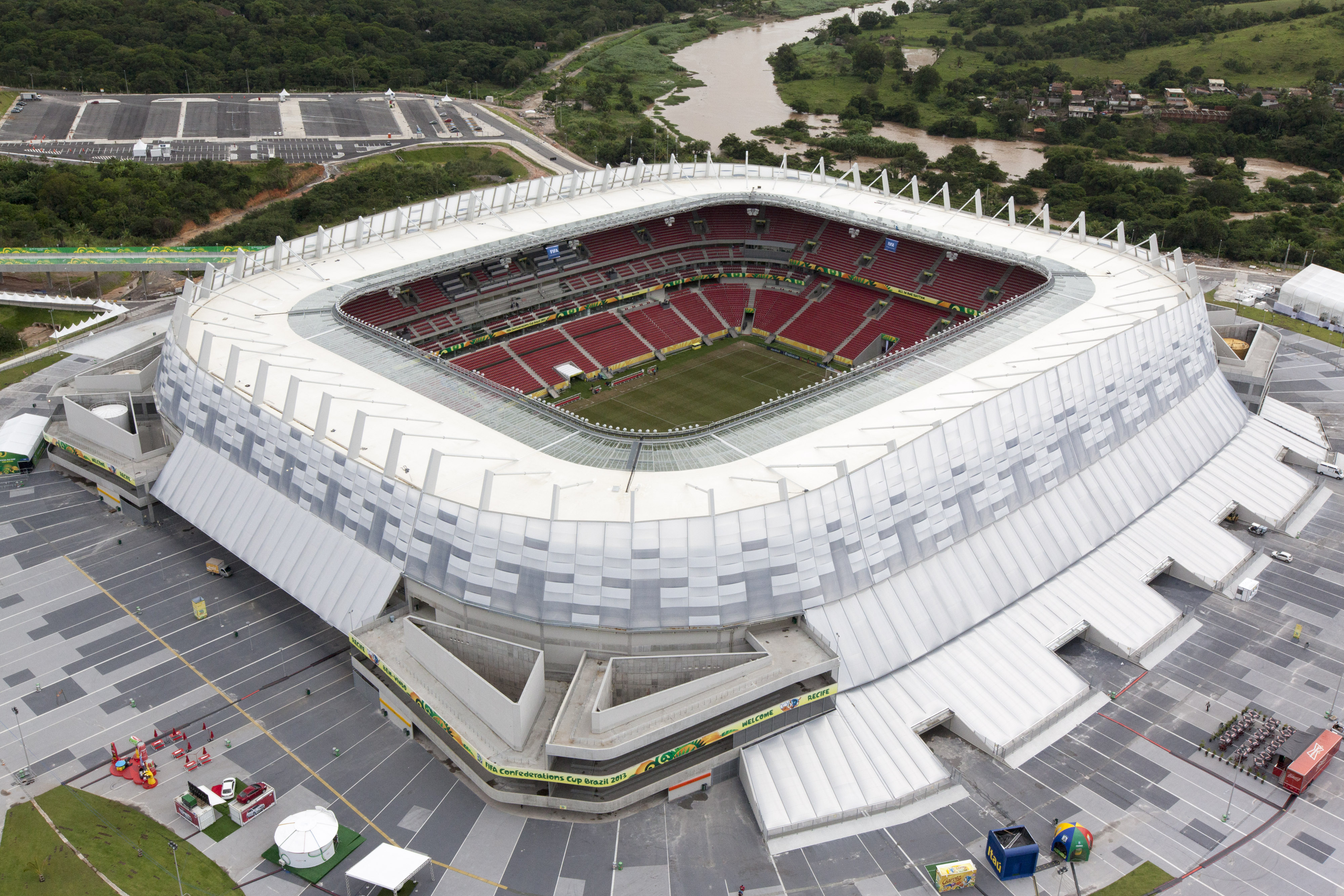
Arena Pernambuco

Der Verein trägt seine Heimspiele i der Arena Pernambuco, auch unter dem Namen Itaipava Arena Pernambuco bekannt, in São Lourenço da Mata aus. Das Stadion hat ein Fassungsvermögen von 43.129 Personen.

## Trainerchronik
Stand: 26. Juni 2021
| Trainer            | Nation             | von                | bis                |
| ------------------ | ------------------ | ------------------ | ------------------ |
| Nilson             | Brasilien          | 12. Februar 2021   | 29. April 2021     |
| Luizinho Vieira    | Brasilien          | 30. April 2021     | 2. September 2021  |
| Romulo Oliveira    | Brasilien          | 13. August 2021    | 15. Oktober 2021   |
| Milton Mendes      | Brasilien Portugal | 3. September 2021  | 21. September 2021 |
| Humberto Targino   | Brasilien          | 22. September 2021 | 15. Mai 2023       |
| Marcelo Martelotte | Brasilien          | 17. Mai 2023       | 23. August 2023    |
| Vinícius Bergantin | Brasilien          | 22. September 2023 | 22. Januar 2024    |
| Roberto Fernandes  | Brasilien          | 23. Januar 2024    | 18. März 2024      |
| Itamar Schulle     | Brasilien          | 20. März 2024      |                    |